# Lista över medlemmar av University of the Arctic
Denna lista över medlemmar av University of the Arctic är en översikt över de organisationer som är medlemmar av nätverket University of the Arctic (UArctic). 
År 2023 hade nätverket 185 medlemsorganisationer, varav de flesta var lärosäten från de arktiska staterna. Institutioner utanför den snäva cirkeln av arktiska stater är emellertid också medlemmar av UArctic.
UArctic uppdaterar en detaljerad lista över sina medlemmar pá sin nätsida.

## Danmark
- Aalborg Universitet
- Aarhus Universitet

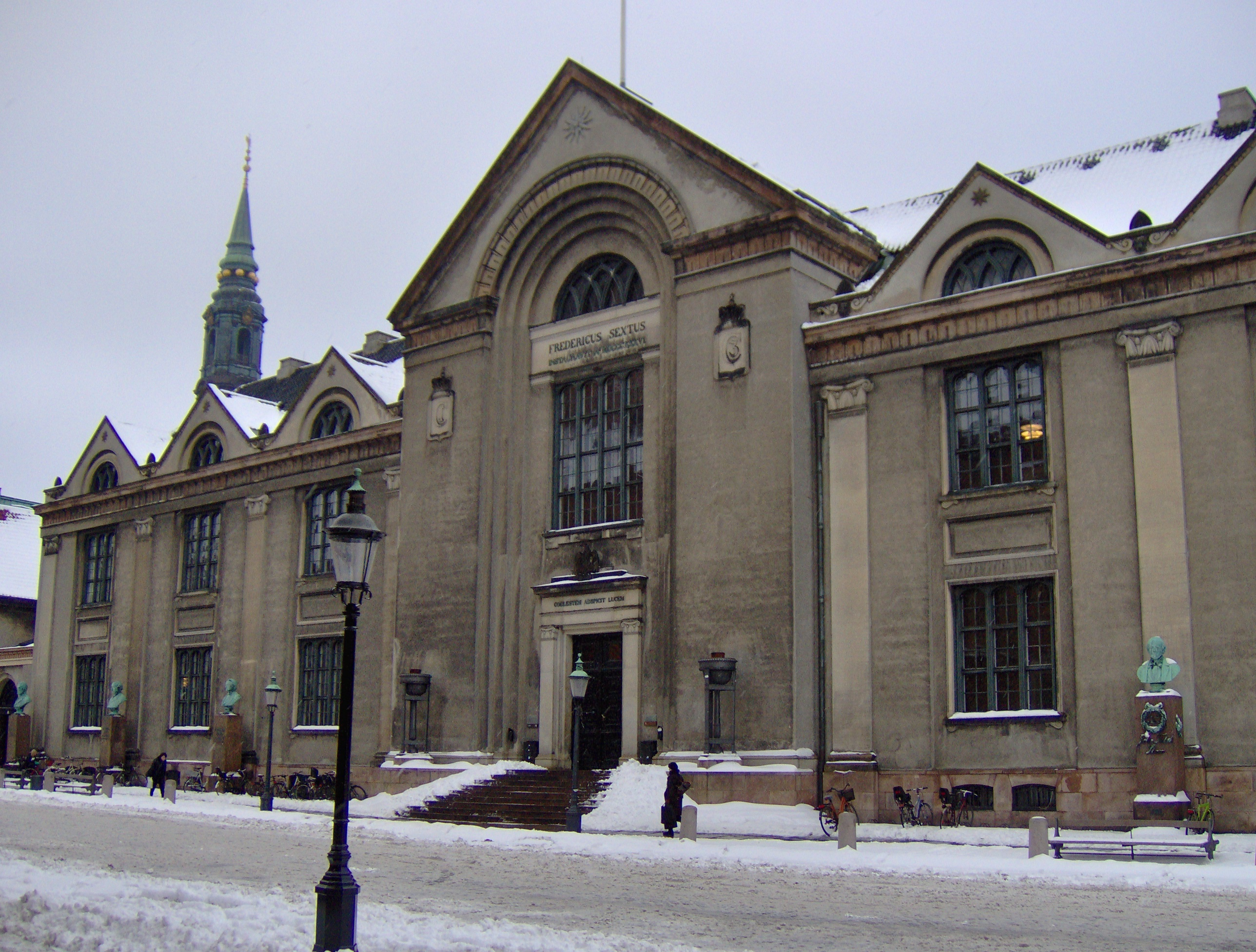
Köpenhamns universitet, Danmark

- Arctic Technology Centre - Danmarks Tekniske Universitet
- Copenhagen Business School
- Department of Environmental and Business Economics - Syddansk Universitet
- Nordisk Fond for Miljø og Udvikling
- Roskilde Universitet
- Københavns Universitet

## Grönland
- Grønlands Naturinstitut

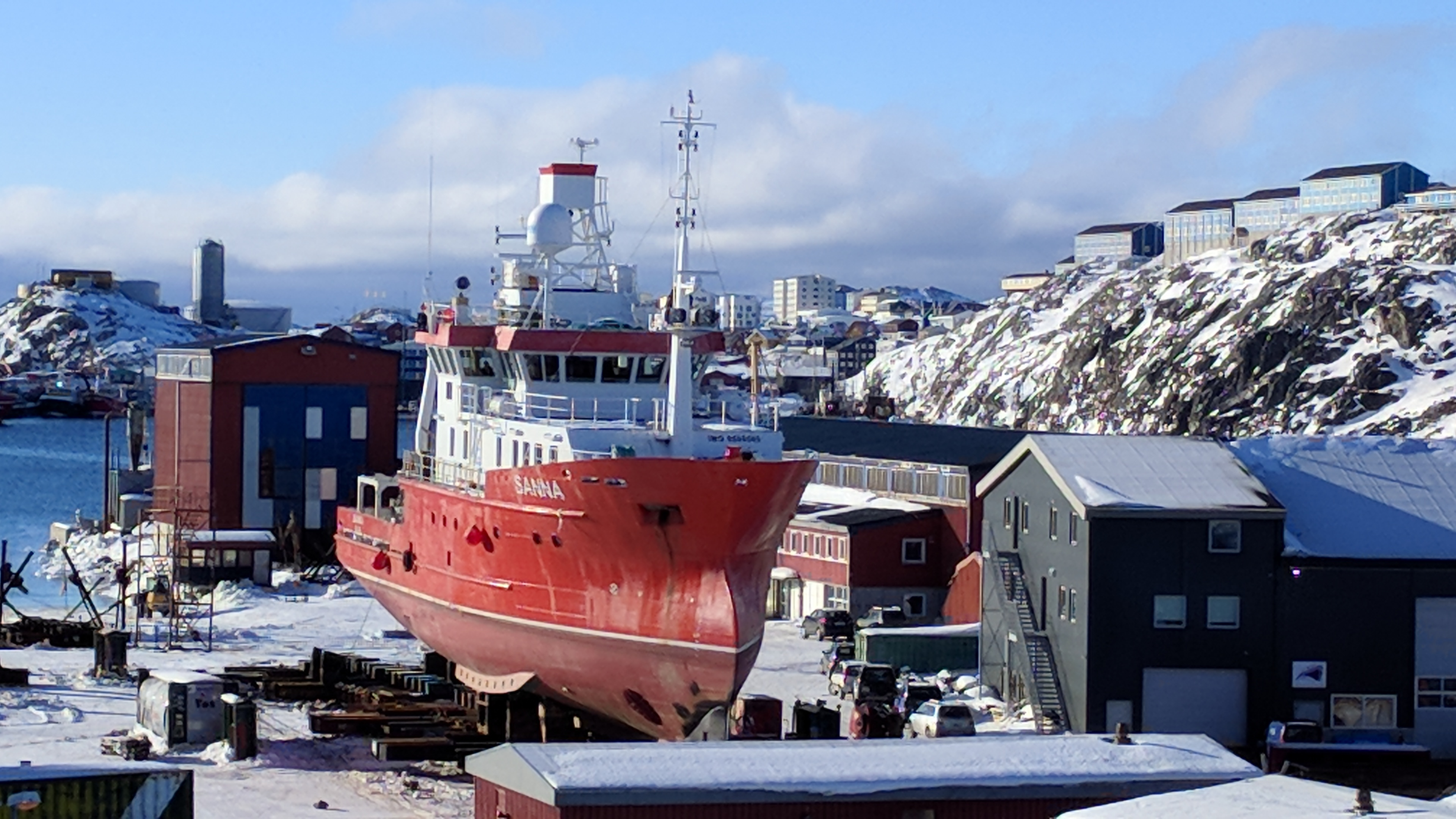
Grönlands naturresursinstituts forskningsfartyg SANNA

- Ilisimatusarfik / Grönlands universitet
- Perorsaanermik Ilinniarfik

## Färöarna
- Fróðskaparsetur Føroya

## Kanada
- Arctic Institute of North America
- Arktisk råds urfolkssekretariat

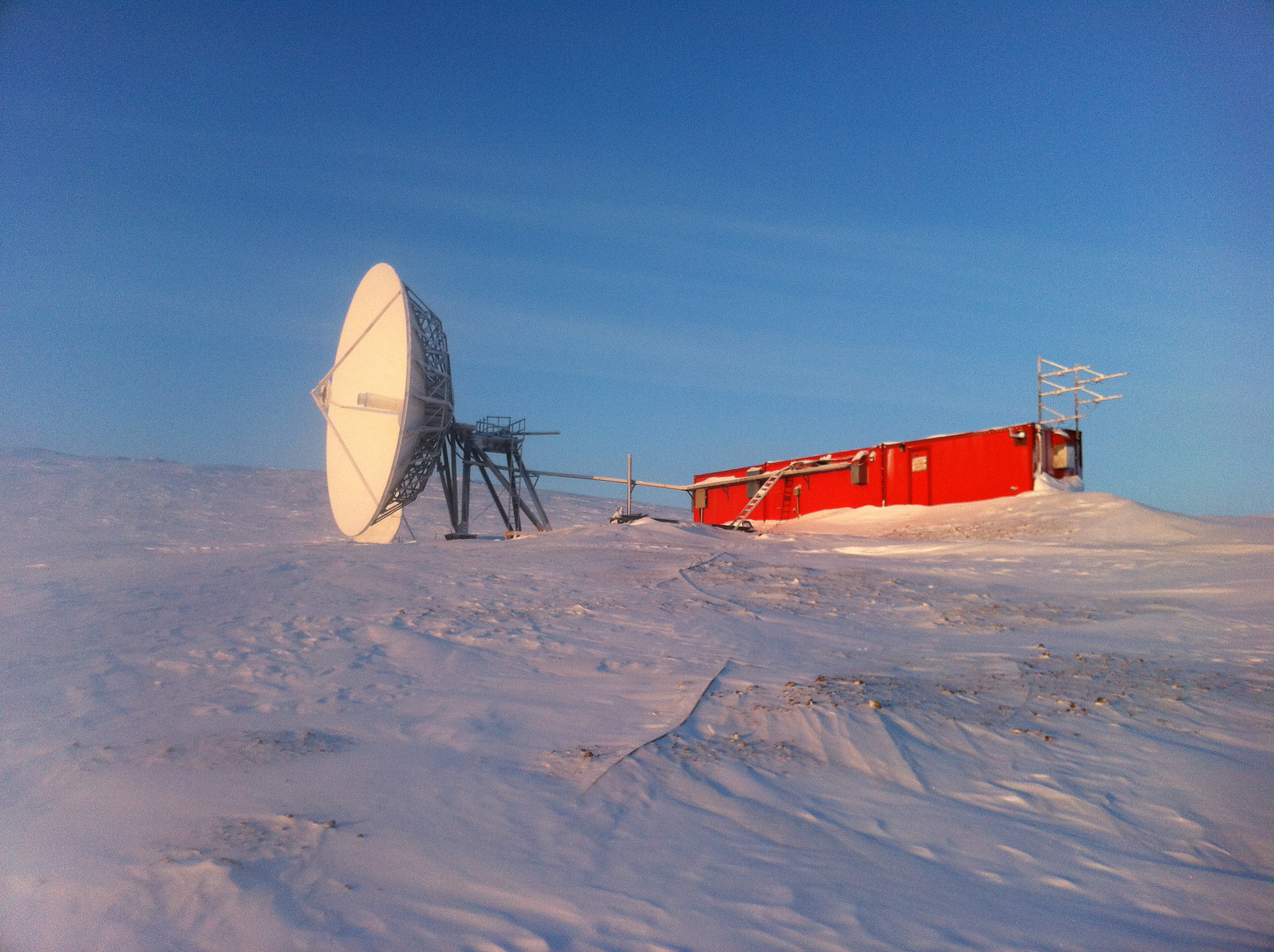
Forskningsstation, Nunavut, Kanada

- Association of Canadian Universities for Northern Studies
- Aurora College
- Brandon University
- Cape Breton University
- Centre d’études nordiques (Centre for northern studies)
- Gwich'in Council International
- Lakehead University
- Makivik Corporation
- Memorial University of Newfoundland
- Northlands College
- Nunavut Arctic College
- Nunavut Sivuniksavut
- Polar Libraries Colloquy
- Qaujigiartiit Health Research Centre
- Royal Military College of Canada
- Royal Roads University
- Saint Mary's University
- TELUS World of Science - Edmonton
- Trent University
- Université du Québec à Montréal
- Université du Québec à Rimouski
- Université Laval
- University College of the North
- University of Alberta
- University of Northern British Columbia
- University of Regina
- University of Saskatchewan
- University of Winnipeg
- Vancouver Island University
- Wilp Wilxo'oskwhl Nisga'a Institute
- Yukon University

## Finland

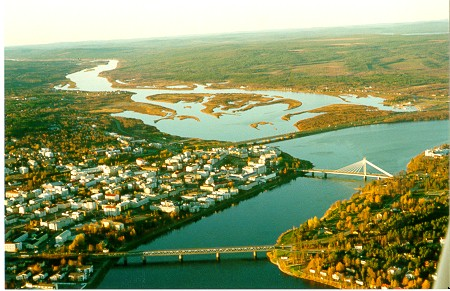
Rovaniemi, Finland

- Yrkeshögskolan Diakonia
- Arbetshälsoinstitutet
- Meteorologiska institutet
- Lapplands yrkeshögskola
- Yrkeshögskolan Laurea
- Uleåborgs yrkeshögskola
- Sameområdets utbildningscentral
- Östra Finlands universitet
- Helsingfors universitet
- Lapplands universitet
- Uleåborgs universitet
- Tammerfors universitet
- Åbo universitet

## Island

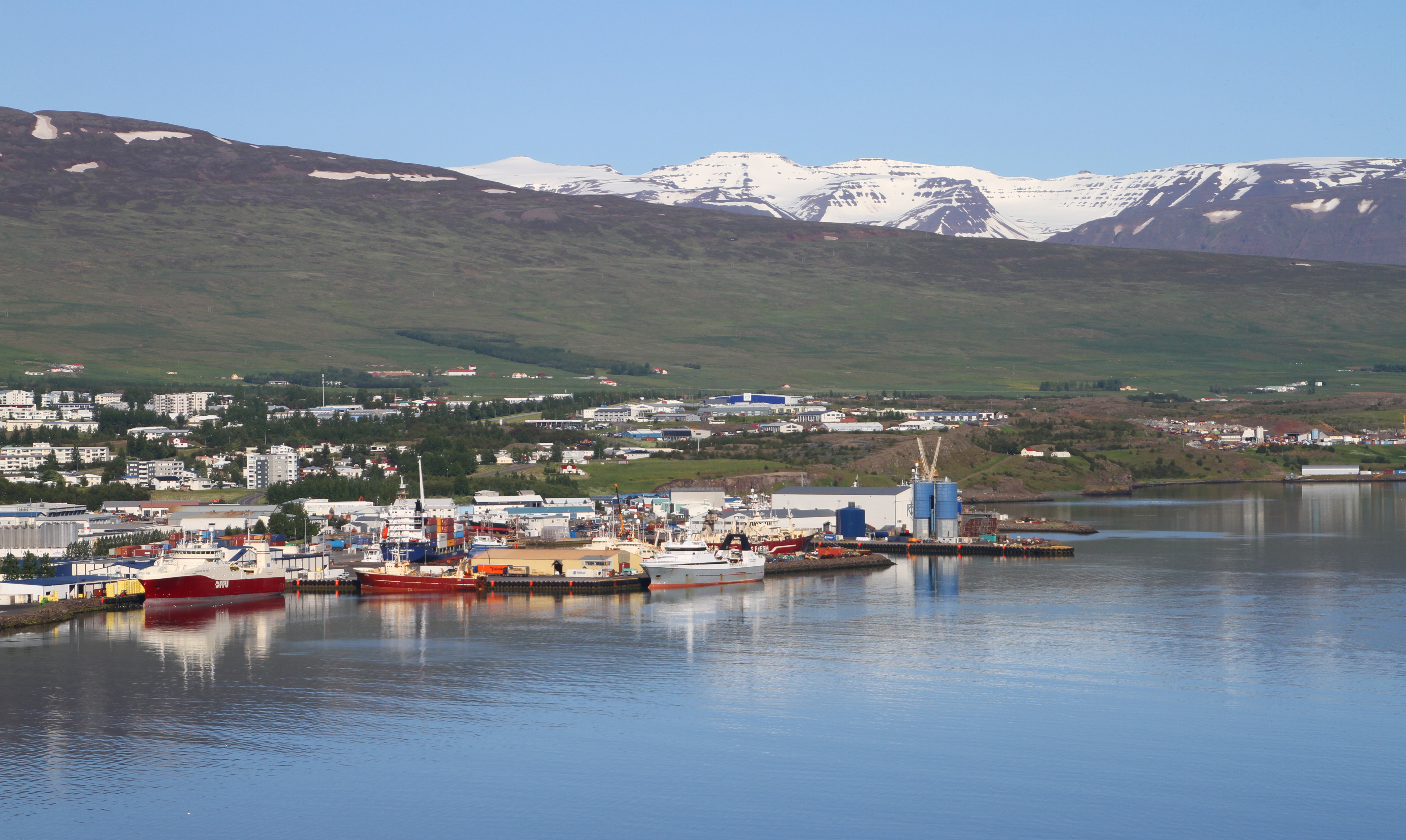
Akureyri, Island

- Arctic Portal
- Bifröstuniversitetet
- Islands konsthögskola
- Reykjavíks universitet
- Stefansson Arctic Institute
- Westfjords Universitet
- Akureyris universitet
- Islands universitet

## Norge
- Lulesamisk senter
- CICERO Senter for klimaforskning

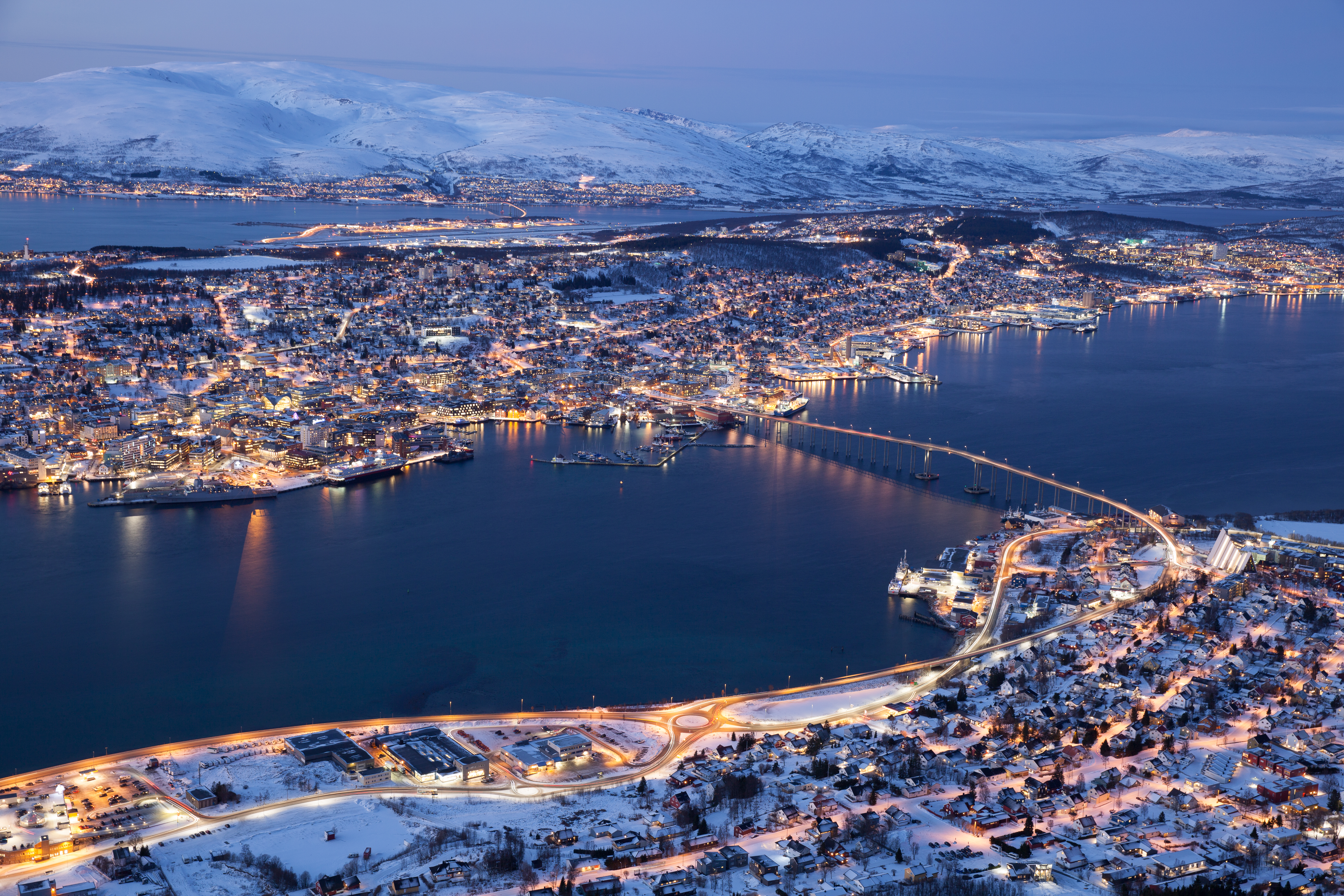
Tromsø, Norge

- Gáldu Kompetansesenteret for urfolks rettigheter
- UNEP/GRID-Arendal
- International Centre for Reindeer Husbandry
- Nord universitet
- Norges Vitenskapsakademi for Polarforskning (NVP)
- Norges teknisk-naturvitenskapelige universitet
- Samiska högskolan
- Universitetet i Tromsø
- Universitetscentret på Svalbard
- Universitetet i Agder
- Universitetet i  Bergen
- Universitetet i  Oslo
- Universitetet i Stavanger

## Ryssland

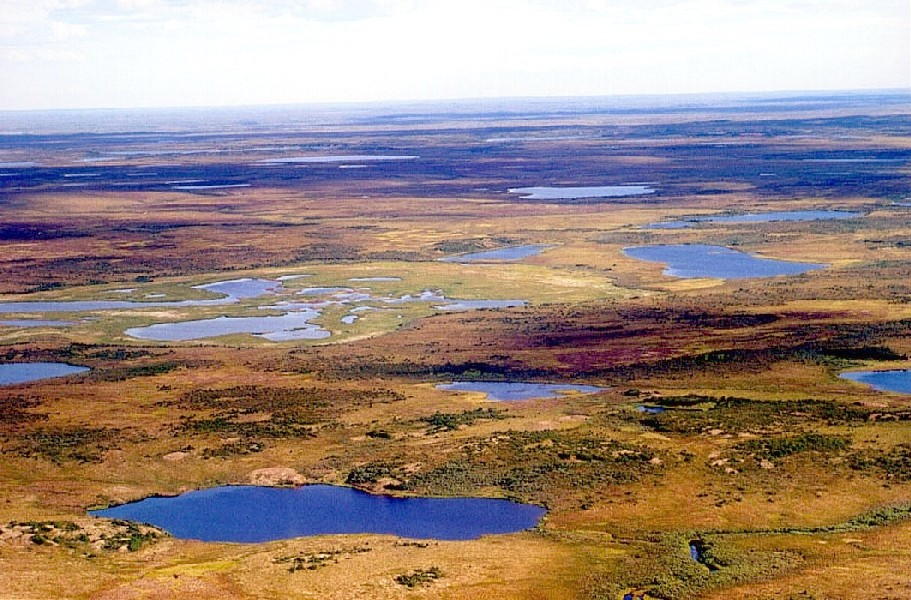
Sibiria, Ryssland

Sedan början av kriget i Ukraina i 2022 har samarbetet med Ryssland varit inställt.
- Arctic College of the Peoples of the North
- Arctic State Institute of Arts and Culture
- Barguzinsky State Nature Biosphere Reserve and Zabaikalsky National Park
- Buryat State Academy of Agriculture
- Buryat State University
- Centre for Support of Indigenous Peoples of the North / Russian Indigenous Training Centre
- Churapchinsky State Institute for Physical Education and Sports
- East-Siberian Institute of Economics and Management
- European University at St Petersburg
- Far Eastern Federal University
- Herzen State Pedagogical University of Russia
- Industrial University of Tyumen
- Institute of the Humanities and the Indigenous Peoples of the North
- Karelian Research Centre of the Russian Academy of Sciences
- Komi Republican Academy of State Service and Administration
- Luzin Institute for Economic Studies - Kola Science Centre RAS
- Murmansk State Technical University
- Naryan-Mar Social Humanitarian College
- National Research Tomsk State University
- Nenets Agrarian Economic Technical School
- Nizhnevartovsk State University
- Norilsk State Industrial Institute
- North-Eastern Federal University
- Northern (Arctic) Federal University
- Northern National College
- Petrozavodsk State University
- Project Management Centre
- Pskov State University
- RAIPON
- Russian State Hydrometeorological University
- Scientific Research Institute of National Schools of the Republic of Sakha (Yakutia)
- Siberian Federal University
- Sankt Petersburgs universitet
- Syktyvkar Forest Institute
- Syktyvkar State University
- Taymyr College
- Tyumen State University
- Ukhta State Technical University
- Ural Federal University
- Yakutsk State Agricultural Academy
- Yamal Multidisciplinary College
- Yamal Polar Agroeconomic Technical School
- Yugra State University

## Sverige

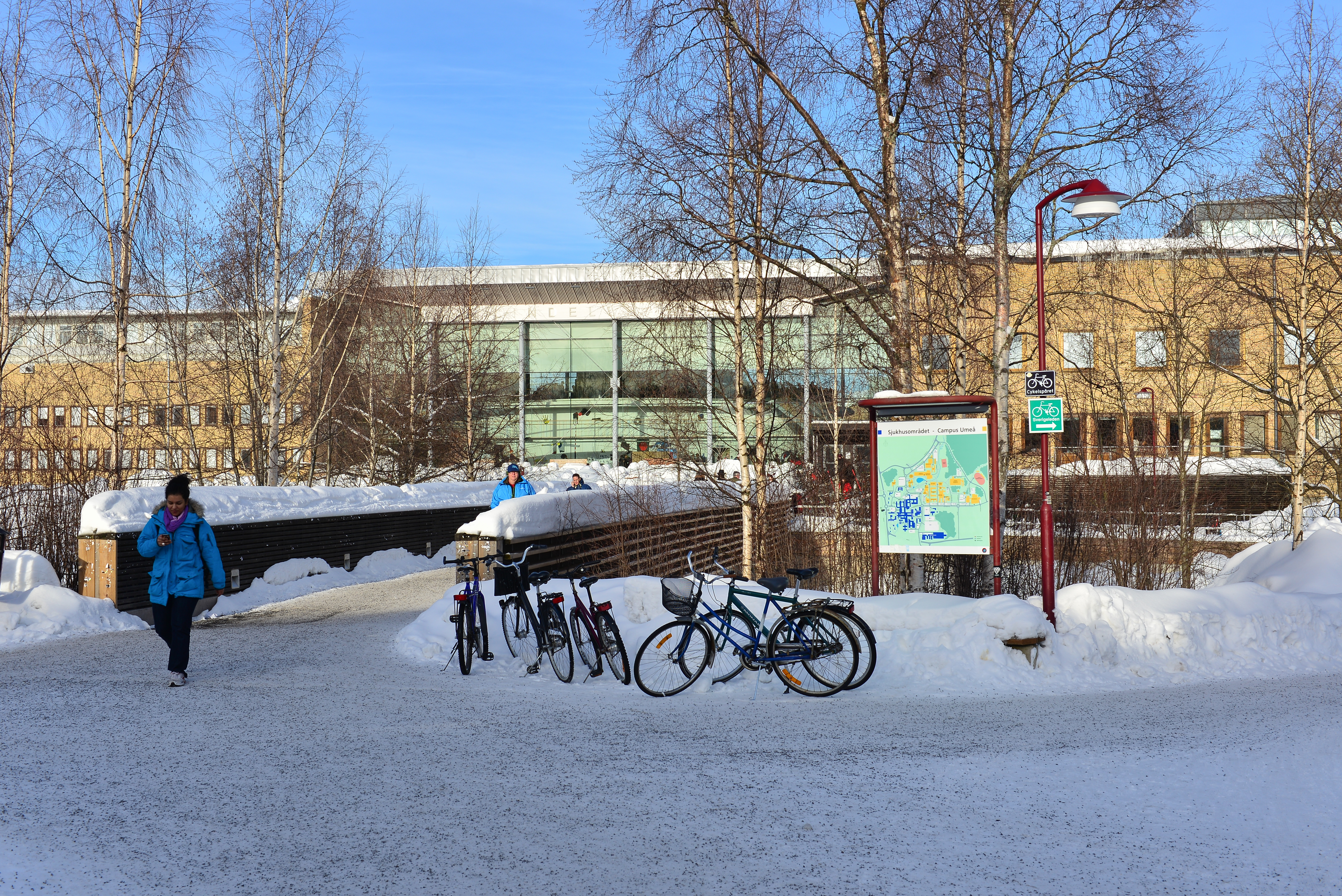
Umeå universitet, Sverige

- Abisko naturvetenskapliga station
- Luleå tekniska universitet
- Lunds universitet
- Mittuniversitetet
- Sámi Educational Centre
- Stockholms universitet
- Umeå universitet

## USA
- Alaska Pacific University
- Aleut International Association
- Anchorage Museum

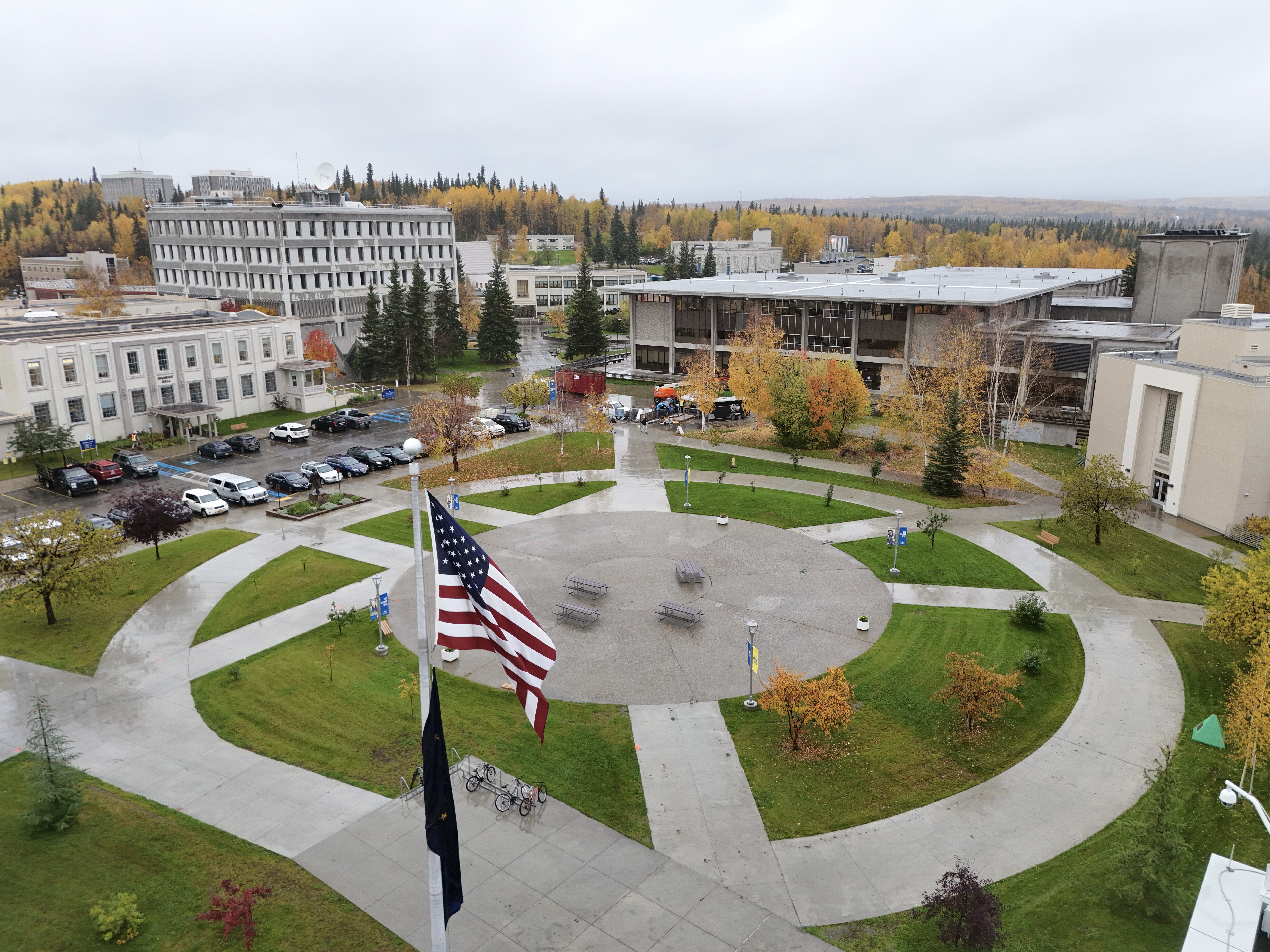
University of Alaska Fairbanks, USA

- Arctic Initiative, Belfer Center, Harvard Kennedy School
- Arctic Research Consortium of the United States
- ARCTICenter - University of Northern Iowa
- Battelle Memorial Institute
- Climate Change Institute - University of Maine
- Cold Climate Housing Research Center
- Dartmouth College
- Fletcher School of Law and Diplomacy - Tufts University
- Ilisagvik College
- Institute of the North
- Scandinavian Seminar Group
- Science Diplomacy Center
- The Yellow Tulip Project
- University of Alaska Anchorage
- University of Alaska Fairbanks
- University of Alaska Southeast
- University of Colorado
- University of Maine at Fort Kent
- University of New England
- University of New Hampshire
- University of North Dakota
- University of Southern Maine
- University of Washington
- Wilson Center - Polar Institute

## Ej arktiska

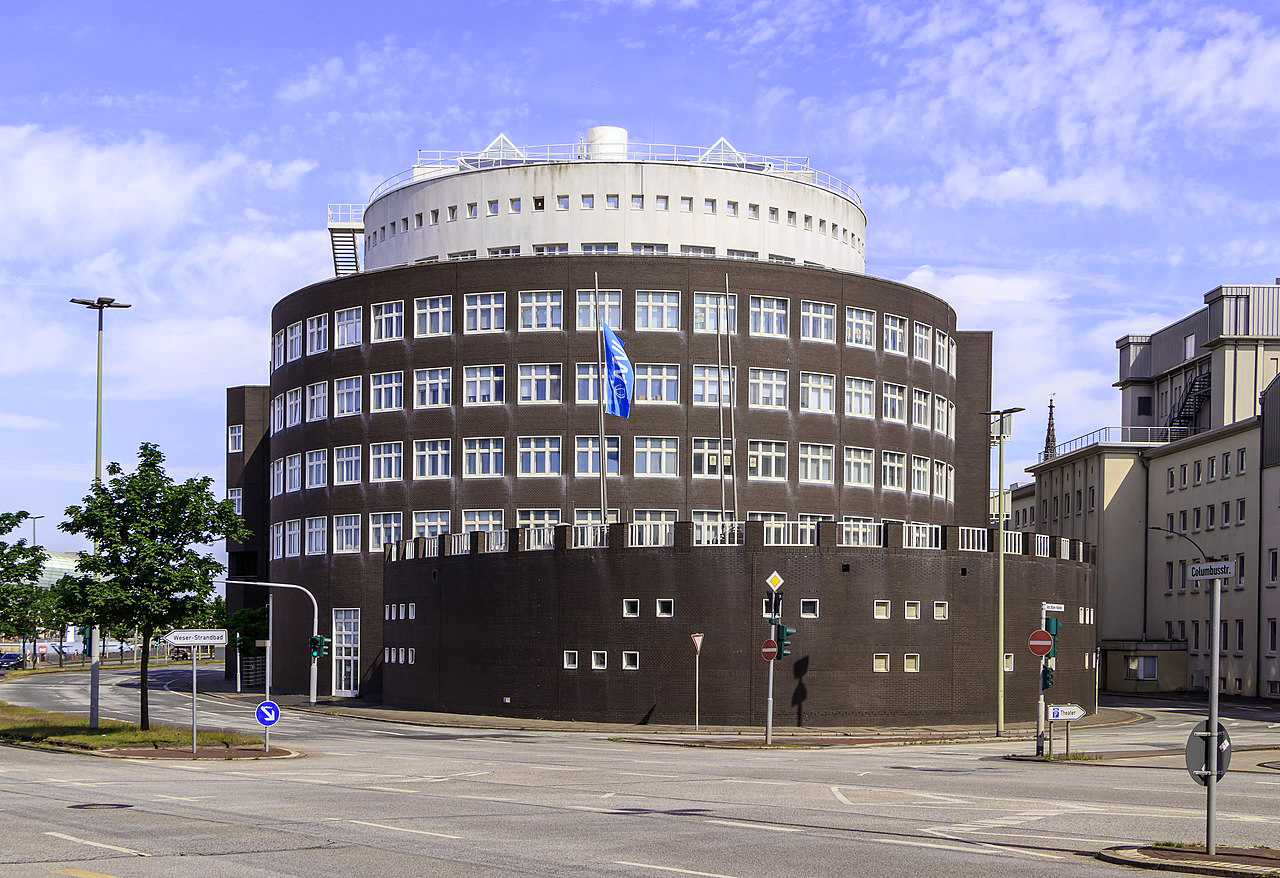
Alfred-Wegener-Institut für Polar und Meeresforschung, Tyskland

- International Polar Foundation

### Österrike
- Austrian Polar Research Institute

### Kina
- Chinese Academy of Meteorological Sciences
- Chinese Research Academy of Environmental Sciences
- Dalian Maritime University
- Environmental Development Centre - Ministry of Environmental Protection
- First Institute of Oceanography, State Oceanic Administration
- Second Institute of Oceanography, State Oceanic Administration
- Third Institute of Oceanography, State Oceanic Administration
- National Marine Environmental Forecasting Center
- Ocean University of China
- Kinas polarforskningsinstitut

### Frankrike
- Versailles universitet

### Tyskland
- Universität Hamburg
- Alfred Wegenerinstitutet

### Japan
- Hokkaido universitet

### Australien
- University of Tasmania

### Korea
- Korea Maritime Institute
- Korea Polar Research Institute

### Mongoliet
- Educational Studies School - Mongolian National University of Education

### Storbritannien
- Durham University
- University of Aberdeen
- University of the Highlands and Islands
- Glasgow Caledonian University
- Robert Gordon University
- Royal College of Art
- University of Hull
- University of Strathclyde